# ميخائيل روستوفتسيف
ميخائيل إيفانوفيتش روستوفتسيف (10 نوفمبر 1870 - 20 أكتوبر 1952) (بالروسية: Михаи́л Ива́нович Росто́вцев) هو مؤرخ روسي. ترتكز أعماله على التاريخ الاقتصادي والاجتماعي للعالمين الروماني والإيراني والهلنستي. تأثر بقوة بالثورة الروسية سنة 1917. كان عضوا في الأكاديمية الروسية للعلوم.

## مسيرته
درس روستوفتسيف في جامعتي كييف وسانت بطرسبورغ، ثم بعد ذلك عمل أستاذا للغة اللاتينية في جامعة سانت بطرسبرغ في الفترة من 1898 إلى 1918.
في عام 1918، بعد الثورة الروسية، هاجر أولاً إلى السويد، ثم إلى إنجلترا، وأخيرًا في عام 1920 إلى الولايات المتحدة. هناك قبل كرسي في جامعة ويسكونسن-ماديسون قبل أن ينتقل إلى جامعة ييل في عام 1925 حيث كان يُدرِّس حتى تقاعده في عام 1944. أشرف على عمليات التنقيب في مدينة دورا أوربوس الأثرية.

## روابط خارجية
- ميخائيل روستوفتسيف على موقع الموسوعة البريطانية (الإنجليزية)
- ميخائيل روستوفتسيف على موقع مونزينجر (الألمانية)

- أعمال أو نبذة عن ميخائيل روستوفتسيف على أرشيف الإنترنت
- Michael Ivanovitch Rostovtzeff papers Yale University Manuscripts and Archives
- Rostovtzeff Project.
- Mansi, Gregory. M.I. Rostovtzeff: An essay on his life and major works.